# Selección de fútbol sub-23 de República Dominicana

La Selección de fútbol sub-23 de República Dominicana o selección olímpica, es el equipo formado por jugadores de nacionalidad dominicana menores de 23 años de edad, que representa a República Dominicana a través de la Federación Dominicana de Fútbol en los Juegos Olímpicos, competición organizada por el Comité Olímpico Internacional (COI), y en otras competiciones de categoría sub-23.
Como mayor logro, destaca su participación en los Juegos Olímpicos de París 2024.

## Historia
La selección nacería en 1990, para los XVI Juegos Centroamericanos y del Caribe celebrados en Ciudad de México, torneo que en aquella edición fue disputado por selecciones de categoría sub-23. No volvió a competir hasta las eliminatorias al preolímpico para Sídney 2000, donde avanzó a la segunda ronda tras eliminar a Haití con un marcador global de (3-3), gracias a la regla del gol de visitante. Caería eliminado en la siguiente ronda frente a Cuba con un marcador global de (7-0).
Ejerció de anfitriona en los Juegos Panamericanos de 2003 que tuvieron lugar en Santo Domingo. La selección entonces dirigida por el español Carmelo Oliva, compitió en el Grupo B con Brasil, Colombia y Cuba, conjunto contra el que sumaría el único punto logrado en el torneo, fruto de un empate 1-1.
En las eliminatorias a los preolímpicos para Atenas 2004 y Pekín 2008, el combinado quisqueyano caería eliminado en primera ronda. República Dominicana no participó en el proceso de clasificación para los Juegos Olímpicos de Londres 2012. En las eliminatorias  para el Preolímpico de Concacaf de 2015, que fue el torneo clasificatorio para Río de Janeiro 2016, sería nuevamente eliminada en primera ronda. 
Bajo la dirección técnica de David González Sanz, la selección de fútbol sub-23 de República Dominicana clasificó por primera vez a la fase final del Preolímpico de Concacaf luego de derrotar a Santa Lucía 3-1, Antigua y Barbuda 4-0, Puerto Rico 1-2 y San Cristóbal y Nieves 0-2 durante las rondas de clasificación disputadas de julio a noviembre de 2019.
En la fase final del preolímpico para Tokio 2021, torneo originalmente programado para realizarse entre el 20 de marzo y el 1 de abril de 2020 en México y que finalmente tuvo que ser aplazado un año por la Pandemia de COVID-19, República Dominicana quedó encuadrada en el Grupo A junto a las selecciones de México, Estados Unidos y Costa Rica. El combinado quisqueyano debutó el 18 de marzo en Guadalajara frente al equipo local México cayendo por 4-1, siendo Edison Azcona el anotador del único gol dominicano. En su segundo partido frente a los Estados Unidos logró una mejoría notable al mantener el marcador 0-0 en 60 minutos de juego, sin embargo el partido finalizaría con una nueva derrota de los dominicanos por 0-4. Finalmente, cerraría su participación frente a Costa Rica cayendo por goleada 5-0, finalizando último de su grupo con 1 gol a favor y 13 en contra.
República Dominicana lograría un histórico pase a la Olimpiada de Paris 2024, luego de haber alcanzado la final del Campeonato Sub-20 de la Concacaf de 2022. En el camino, la selección disputó los XXIV Juegos Centroamericanos y del Caribe de San Salvador, sin demasiada fortuna. En octubre del mismo año, fue de la partida en los Juegos Panamericanos de 2023 de Santiago de Chile. Donde la quisqueyana sería asignada en el Grupo A junto a Uruguay, México y la anfitriona Chile. Logró un único punto, gracias a un meritorio empate 0-0 cosechado frente a la selección azteca. Finalmente, perdería 3-1 contra Honduras en el partido de fase de colocación, siendo relegada al último lugar de las 8 selecciones participantes en el torneo.

### JJ. OO. París 2024
República Dominicana hizo su debut olímpico el miércoles 24 de julio de 2024, con un empate por 0-0 ante Egipto en los Juegos Olímpicos de París 2024. El equipo conducido por Ibai Gómez, tuvo el protagonismo durante varios lapsos del partido disputado en el Estadio de la Beaujoire de Nantes. Incluso, a los 13 minutos le invalidaron un gol a Peter Federico por una supuesta infracción en ataque previa. A lo largo del desarrollo del encuentro, Dominicana logró mantenerse enfocado en el juego y pudo mantener la paridad en el dominio de la pelota. República Dominicana no sólo se estrenó en unos Juegos Olímpicos sino que también lo hizo con la suma de un punto.
En el segundo partido del torneo, la selección de España, a la postre ganadora de la medalla de oro, derrotó a la República Dominicana por 3 goles a 1 . El encuentro, jugado el 27 de julio en el Estadio de Burdeos, estuvo bastante igualado en la primera mitad, donde los dominicanos reaccionaron de buena manera al tanto español al minuto 24, logrando igualar el marcador con un histórico gol del mediocampista Ángel Montes de Oca, en un saque de esquina a los 38 minutos. La expulsión del capitán dominicano Edison Azcona al borde del descanso puso la balanza favorable para los ibéricos de cara a la segunda mitad.
Dominicana encararía la tercera fecha con la ambición de ganar a Uzbekistán y esperar un resultado favorable de España frente a Egipto, para pasar a cuartos de final. La selección quisqueyana cosecharía un empate 1-1 frente a Uzbekistán en el encuentro disputado en el estadio Parque de los Príncipes de París el 30 de julio. En la primera parte del partido, el conjunto de Ibai Gómez mostró su capacidad de ataque, pero la buena actuación de la defensa uzbeka mantuvo el resultado 0-0 al descanso. En el minuto 51 Rafa Núñez marcaría el primer tanto del partido para los dominicanos desde el punto de penalti, colocándolos delante en el marcador. Pero la respuesta por parte de la selección centroasiática no tardaría en llegar, pues al minuto 58 anotaría el 1-1 que quedaría inamovible hasta final del encuentro, en el que se pudo apreciar el desgaste físico de ambos equipos. 
República Dominicana culminaría así su histórica participación en sus primeros Juegos Olímpicos como tercera del Grupo C, gracias a los dos puntos conseguidos en el torneo.

## Uniforme
La marca española “El Placer de Ser Libres”, PSL, vistió a la selección de fútbol de la República Dominicana durante los Juegos Olímpicos de París 2024. “El Placer de Ser Libres” confeccionó tanto la ropa de paseo, de entreno, de juego y de cuerpo técnico y jugadores para dicho evento.

## Jugadores

### Última convocatoria
Convocatoria para los Juegos Olímpicos de París 2024.
| N.º | Nombre                  | Posición      | Edad    | Club                    |
| --- | ----------------------- | ------------- | ------- | ----------------------- |
| 1   | Xavier Valdez           | Portero       | 21 años | Houston Dynamo FC       |
| 2   | Francisco Reyes Marizán | Defensa       | 19 años | FC Volendam             |
| 3   | Josué Báez              | Mediocampista | 22 años | Universidad O&M FC      |
| 4   | Édgar Pujol             | Defensa       | 20 años | Real Madrid CF          |
| 5   | Luiyi de Lucas          | Defensa       | 30 años | AEL Limassol FC         |
| 6   | Heinz Mörschel          | Mediocampista | 27 años | Agente libre            |
| 7   | Óscar Ureña             | Delantero     | 21 años | Girona FC               |
| 8   | Ángel Montes de Oca     | Mediocampista | 22 años | Cibao FC                |
| 9   | Rafa Núñez              | Delantero     | 23 años | Elche CF                |
| 10  | Edison Azcona           | Delantero     | 21 años | Las Vegas Lights FC     |
| 11  | Peter González          | Delantero     | 22 años | Getafe CF               |
| 12  | Joao Urbáez             | Defensa       | 22 años | CD Leganés              |
| 13  | Enrique Bösl            | Portero       | 21 años | FC Ingolstadt 04        |
| 14  | Omar de la Cruz         | Mediocampista | 23 años | Boyacá Patriotas FC     |
| 15  | Fabián Messina          | Mediocampista | 22 años | Agente libre            |
| 16  | Nelson Lemaire          | Defensa       | 23 años | Union Saint-Gilloise    |
| 17  | José de León            | Mediocampista | 21 años | Deportivo Alavés        |
| 18  | Nowend Lorenzo          | Delantero     | 22 años | CA Osasuna              |
| 20  | Thomas Jungbauer        | Defensa       | 19 años | SK Dynamo Č. Budějovice |
| 22  | Anthony Núñez           | Portero       | 19 años | Mansfield Town FC       |

## Entrenadores

### Cuerpo técnico actual
| - Entrenador: Ibai Gómez - Segundo entrenador: Fernando Amorebieta - Segundo entrenador: Iñigo Larriqueta - Técnico auxiliar: Mariano Pérez - Entrenador de porteros: Cristian Brítez - Coordinador de análisis: Gonzalo Rubio | - Preparador físico: Omar Fernández de la Calle - Preparador físico: Adolfo Madrid - Fisioterapeuta: José Vilariño - Nutricionista: Endika Montiel - Médico: Txanton Martínez-Astorquiza - Delegado: Irving Deschamps |

## Resultados

### Últimos y próximos partidos
Actualizado al último partido jugado el 30 de julio de 2024
| Fecha      | Ciudad       | Local           | Resultado | Visitante       | Competición                      |
| ---------- | ------------ | --------------- | --------- | --------------- | -------------------------------- |
| 28-06-2023 | Santa Tecla  | Rep. Dominicana | 0:2       | México          | XXIV Juegos Centro. y del Caribe |
| 30-06-2023 | Santa Tecla  | El Salvador     | 1:1       | Rep. Dominicana | XXIV Juegos Centro. y del Caribe |
| 14-10-2023 | Casablanca   | Irak            | 3:1       | Rep. Dominicana | Partido amistoso                 |
| 16-10-2023 | Casablanca   | Marruecos       | 3:1       | Rep. Dominicana | Partido amistoso                 |
| 23-10-2023 | Viña del Mar | Uruguay         | 1:0       | Rep. Dominicana | Juegos Panamericanos 2023        |
| 26-10-2023 | Valparaíso   | México          | 0:0       | Rep. Dominicana | Juegos Panamericanos 2023        |
| 29-10-2023 | Viña del Mar | Chile           | 5:0       | Rep. Dominicana | Juegos Panamericanos 2023        |
| 01-11-2023 | Viña del Mar | Honduras        | 3:1       | Rep. Dominicana | Juegos Panamericanos 2023        |
| 09-01-2024 | Barranquilla | Colombia        | 3:2       | Rep. Dominicana | Partido amistoso                 |
| 12-01-2024 | Barranquilla | Colombia        | 5:0       | Rep. Dominicana | Partido amistoso                 |
| 23-03-2024 | Asunción     | Paraguay        | 2:0       | Rep. Dominicana | Partido amistoso                 |
| 26-03-2024 | Asunción     | Paraguay        | 1:2       | Rep. Dominicana | Partido amistoso                 |
| 11-07-2024 | Tolón        | Francia         | 7:0       | Rep. Dominicana | Partido amistoso                 |
| 24-07-2024 | Nantes       | Egipto          | 0:0       | Rep. Dominicana | Juegos Olímpicos 2024            |
| 27-07-2024 | Burdeos      | España          | 3:1       | Rep. Dominicana | Juegos Olímpicos 2024            |
| 30-07-2024 | París        | Rep. Dominicana | 1:1       | Uzbekistán      | Juegos Olímpicos 2024            |

## Estadísticas
Leyenda: PJ: partidos jugados; PG: partidos ganados; PE: partidos empatados; PP: partidos perdidos; GF: goles a favor; GC: goles en contra.

### Juegos Olímpicos

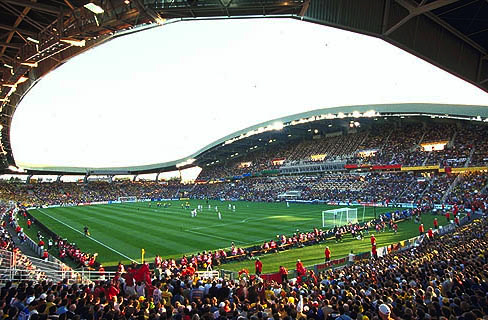
República Dominicana hizo su debut olímpico el 24 de julio de 2024, en el Estadio de la Beaujoire de Nantes (Francia), con motivo de los Juegos Olímpicos de París.

| Año                      | Fase                                       | Posición                                   | PJ                                         | PG                                         | PE                                         | PP                                         | GF                                         | GC                                         |
| ------------------------ | ------------------------------------------ | ------------------------------------------ | ------------------------------------------ | ------------------------------------------ | ------------------------------------------ | ------------------------------------------ | ------------------------------------------ | ------------------------------------------ |
| Londres 1908 - Seúl 1988 | Torneo de selecciones absolutas y amateurs | Torneo de selecciones absolutas y amateurs | Torneo de selecciones absolutas y amateurs | Torneo de selecciones absolutas y amateurs | Torneo de selecciones absolutas y amateurs | Torneo de selecciones absolutas y amateurs | Torneo de selecciones absolutas y amateurs | Torneo de selecciones absolutas y amateurs |
| Barcelona 1992           | Sin participación                          | Sin participación                          | Sin participación                          | Sin participación                          | Sin participación                          | Sin participación                          | Sin participación                          | Sin participación                          |
| Atlanta 1996             | Sin participación                          | Sin participación                          | Sin participación                          | Sin participación                          | Sin participación                          | Sin participación                          | Sin participación                          | Sin participación                          |
| Sídney 2000              | No clasificó                               | No clasificó                               | No clasificó                               | No clasificó                               | No clasificó                               | No clasificó                               | No clasificó                               | No clasificó                               |
| Atenas 2004              | No clasificó                               | No clasificó                               | No clasificó                               | No clasificó                               | No clasificó                               | No clasificó                               | No clasificó                               | No clasificó                               |
| Pekín 2008               | No clasificó                               | No clasificó                               | No clasificó                               | No clasificó                               | No clasificó                               | No clasificó                               | No clasificó                               | No clasificó                               |
| Londres 2012             | Sin participación                          | Sin participación                          | Sin participación                          | Sin participación                          | Sin participación                          | Sin participación                          | Sin participación                          | Sin participación                          |
| Río de Janeiro 2016      | No clasificó                               | No clasificó                               | No clasificó                               | No clasificó                               | No clasificó                               | No clasificó                               | No clasificó                               | No clasificó                               |
| Tokio 2021               | No clasificó                               | No clasificó                               | No clasificó                               | No clasificó                               | No clasificó                               | No clasificó                               | No clasificó                               | No clasificó                               |
| París 2024               | Fase de grupos                             | 12.º                                       | 3                                          | 0                                          | 2                                          | 1                                          | 2                                          | 4                                          |
| Los Ángeles 2028         | Por definir                                | Por definir                                | Por definir                                | Por definir                                | Por definir                                | Por definir                                | Por definir                                | Por definir                                |
| Brisbane 2032            | Por definir                                | Por definir                                | Por definir                                | Por definir                                | Por definir                                | Por definir                                | Por definir                                | Por definir                                |
| Total                    | 1/9                                        |                                            | 3                                          | 0                                          | 2                                          | 1                                          | 2                                          | 4                                          |

### Juegos Panamericanos
| Edición                                | Resultado                                   | Posición                                    | PJ                                          | PG                                          | PE                                          | PP                                          | GF                                          | GC                                          |
| -------------------------------------- | ------------------------------------------- | ------------------------------------------- | ------------------------------------------- | ------------------------------------------- | ------------------------------------------- | ------------------------------------------- | ------------------------------------------- | ------------------------------------------- |
| Buenos Aires 1951 - Mar del Plata 1995 | Torneos de selecciones absolutas y amateurs | Torneos de selecciones absolutas y amateurs | Torneos de selecciones absolutas y amateurs | Torneos de selecciones absolutas y amateurs | Torneos de selecciones absolutas y amateurs | Torneos de selecciones absolutas y amateurs | Torneos de selecciones absolutas y amateurs | Torneos de selecciones absolutas y amateurs |
| Winnipeg 1999                          | Sin participación                           | Sin participación                           | Sin participación                           | Sin participación                           | Sin participación                           | Sin participación                           | Sin participación                           | Sin participación                           |
| Santo Domingo 2003                     | Fase de grupos                              | 6.º                                         | 3                                           | 0                                           | 1                                           | 2                                           | 2                                           | 10                                          |
| Río de Janeiro 2007                    | Torneo de selecciones sub-20                | Torneo de selecciones sub-20                | Torneo de selecciones sub-20                | Torneo de selecciones sub-20                | Torneo de selecciones sub-20                | Torneo de selecciones sub-20                | Torneo de selecciones sub-20                | Torneo de selecciones sub-20                |
| Guadalajara 2011                       | Sin participación                           | Sin participación                           | Sin participación                           | Sin participación                           | Sin participación                           | Sin participación                           | Sin participación                           | Sin participación                           |
| Toronto 2015                           | No clasificó                                | No clasificó                                | No clasificó                                | No clasificó                                | No clasificó                                | No clasificó                                | No clasificó                                | No clasificó                                |
| Lima 2019                              | No clasificó                                | No clasificó                                | No clasificó                                | No clasificó                                | No clasificó                                | No clasificó                                | No clasificó                                | No clasificó                                |
| Santiago 2023                          | Fase de grupos                              | 8.º                                         | 4                                           | 0                                           | 1                                           | 3                                           | 1                                           | 9                                           |
| Barranquilla 2027                      | Por definir                                 | Por definir                                 | Por definir                                 | Por definir                                 | Por definir                                 | Por definir                                 | Por definir                                 | Por definir                                 |
| Total                                  | 2/7                                         |                                             | 7                                           | 0                                           | 2                                           | 5                                           | 3                                           | 19                                          |

### Preolímpico de Concacaf
| Año                                           | Ronda                                       | PJ                                          | G                                           | E                                           | P                                           | GF                                          | GC                                          | DIF                                         |
| --------------------------------------------- | ------------------------------------------- | ------------------------------------------- | ------------------------------------------- | ------------------------------------------- | ------------------------------------------- | ------------------------------------------- | ------------------------------------------- | ------------------------------------------- |
| México 1964 - Preolímpico de Concacaf de 1988 | Torneos de selecciones absolutas y amateurs | Torneos de selecciones absolutas y amateurs | Torneos de selecciones absolutas y amateurs | Torneos de selecciones absolutas y amateurs | Torneos de selecciones absolutas y amateurs | Torneos de selecciones absolutas y amateurs | Torneos de selecciones absolutas y amateurs | Torneos de selecciones absolutas y amateurs |
| Preolímpico de Concacaf de 1992               | Sin participación                           | Sin participación                           | Sin participación                           | Sin participación                           | Sin participación                           | Sin participación                           | Sin participación                           | Sin participación                           |
| Canadá 1996                                   | Sin participación                           | Sin participación                           | Sin participación                           | Sin participación                           | Sin participación                           | Sin participación                           | Sin participación                           | Sin participación                           |
| Estados Unidos 2000                           | No clasificó                                | No clasificó                                | No clasificó                                | No clasificó                                | No clasificó                                | No clasificó                                | No clasificó                                | No clasificó                                |
| México 2004                                   | No clasificó                                | No clasificó                                | No clasificó                                | No clasificó                                | No clasificó                                | No clasificó                                | No clasificó                                | No clasificó                                |
| Estados Unidos 2008                           | No clasificó                                | No clasificó                                | No clasificó                                | No clasificó                                | No clasificó                                | No clasificó                                | No clasificó                                | No clasificó                                |
| Estados Unidos 2012                           | Se retiró                                   | Se retiró                                   | Se retiró                                   | Se retiró                                   | Se retiró                                   | Se retiró                                   | Se retiró                                   | Se retiró                                   |
| Estados Unidos 2015                           | No clasificó                                | No clasificó                                | No clasificó                                | No clasificó                                | No clasificó                                | No clasificó                                | No clasificó                                | No clasificó                                |
| México 2021                                   | Fase de grupos                              | 3                                           | 0                                           | 0                                           | 3                                           | 1                                           | 13                                          | -12                                         |
| Total                                         | 1/8                                         | 3                                           | 0                                           | 0                                           | 3                                           | 1                                           | 13                                          | -12                                         |

## Participaciones

### París 2024- Fase de grupos

#### Grupo C
| Selección            | Pts | PJ | PG | PE | PP | GF | GC | Dif |
| -------------------- | --- | -- | -- | -- | -- | -- | -- | --- |
| Egipto               | 7   | 3  | 2  | 1  | 0  | 3  | 1  | 2   |
| España               | 6   | 3  | 2  | 0  | 1  | 6  | 4  | 2   |
| República Dominicana | 2   | 3  | 0  | 2  | 1  | 2  | 4  | −2  |
| Uzbekistán           | 1   | 3  | 0  | 1  | 2  | 2  | 4  | −2  |

| 24 de julio de 2024, 17:00 | Egipto | 0:0                      | República Dominicana | Stade de la Beaujoire, Nantes                              |                                                            |
|                            |        | COI Reporte FIFA Reporte |                      | Asistencia: 13 945 espectadores Árbitra: Yoshimi Yamashita | Asistencia: 13 945 espectadores Árbitra: Yoshimi Yamashita |

| 27 de julio de 2024, 15:00 | República Dominicana | 1:3 (1:1)                | España                                   | Stade de Bordeaux, Burdeos |                           |
|                            | Montes de Oca 38'    | COI Reporte FIFA Reporte | F. López 24' · Baena 55' · Gutiérrez 70' | Árbitro(s): Adel Al-Naqbi  | Árbitro(s): Adel Al-Naqbi |

| 30 de julio de 2024, 15:00 | República Dominicana | 1:1 (0:0)                | Uzbekistán | Parque de los Príncipes, París |                                |
|                            | Núñez 51' (pen.)     | COI Reporte FIFA Reporte | Odilov 58' | Árbitro(s): Mahmood Ali Ismail | Árbitro(s): Mahmood Ali Ismail |

Jugadores: 1 X. Valdez, 2 F. Marizán, 3 J. Báez, 4 É. Pujol, 5 L. De Lucas, 6 H. Mörschel, 7 Ó. Ureña, 8 Á. Montes de Oca, 9 R. Núñez, 10 E. Azcona, 11 P. González, 12 J. Urbáez, 13 E. Bösl, 14 O. De la Cruz, 15 F. Messina, 16 N. Lemaire, 17 J. De León, 18 N. Lorenzo, 20 T. Jungbauer, 22 A. Núñez. Seleccionador: I. Gómez.